# Front républicain (1956)
Pour les articles homonymes, voir Front républicain.
Le Front républicain est une coalition électorale de centre gauche formée en vue des législatives de janvier 1956 avec pour objectif une solution négociée,,, à ce qui est devenu la guerre d'Algérie, menée par 180 000 militaires français désormais présents sur le sol de la colonie, presque trois fois plus qu'en février 1955. Le Front républicain promet une réforme électorale, avec un collège unique, et Guy Mollet est favorable à l'indépendance de l'Algérie.
Le Front républicain obtient une majorité relative, 192 sièges sur 595 à l'Assemblée nationale, avec 29,2% des voix, porté par la progression des radicaux, au terme d'élections qui se sont « pour une large part jouées sur la question de la paix en Algérie ». Passant devant le PCF, qui demande aussi la paix, il est élu pour « en finir » avec cette « guerre imbécile »,. Cet objectif échouera, le FR se consolant par l'instauration de la troisième semaine de congés payés et du fonds-vieillesse. C'est le gouvernement le plus long de la IVe République : janvier 1956 à mai 1957.
L'appel le lançant réunissait quatre partis le 2 décembre 1955, lendemain de la dissolution  de l'Assemblée nationale : les socialistes de la SFIO, les radicaux dont Pierre Mendès-France vient de reprendre le contrôle, les gaullistes de centre-gauche menés Jacques Chaban-Delmas et la petite Union démocratique et socialiste de la Résistance (UDSR) de François Mitterrand. Le FR regroupait ainsi « la partie des gaullistes qui avaient soutenu Pierre Mendès France » et la « majorité des radicaux qui préférait Pierre Mendès France à Edgar Faure », jusque-là président du conseil. Les élections qu'il a gagnées voient aussi la percée inattendue d'un nouveau mouvement d'extrême-droite, les poujadistes, 52 députés avec 11,6% des voix.
Tous les observateurs prévoient que Pierre Mendès-France, leader et instigateur du Front Républicain, sera désigné président du Conseil. Il a en 1954 mis fin à la ruineuse et impopulaire Guerre d'Indochine, ce qui lui donne une crédibilité auprès des indépendantistes algériens et prévoit de s'installer en Algérie pour être proche des problèmes. Il a trouvé aussi une solution politique et pacifiste en Tunisie. Son parti progresse, avec 80 députés, et la SFIO 95. Mais  René Coty lui préfère Guy Mollet, secrétaire général de la SFIO, jugé plus apte à faire avancer l'Europe et des avancées sociales. N'ayant pas obtenu les Affaires étrangères, il claquera la porte du gouvernement  dès le 27 mai, ce qui sera perçu comme un reproche à Guy Mollet de trop céder au lobby des Pieds-Noirs plutôt que rechercher une paix négociée en Algérie. Ce dernier est mis en minorité en mai 1957, un an avant la chute de la Quatrième République par la crise de mai 1958.

## Origine: l'appel du 2 décembre 1955, à la dissolution
Un "appel du Front républicain" est signé le 1er décembre 1955, à la dissolution, par les chefs de quatre partis:
- Guy Mollet, secrétaire général de la section française de l'Internationale ouvrière (SFIO), futur Parti socialiste ;
- Pierre Mendès-France, nouveau numéro un, depuis mai 1955, du parti radical ;
- François Mitterrand, président de l'Union démocratique et socialiste de la Résistance (UDSR) ;
- Jacques Chaban-Delmas, président du parti des Républicains sociaux[9], fondé en mai 1953 par les députés RPF restés fidèles au général De Gaulle, mais dont une partie se sont ralliés à la majorité de droite sortante dominée par le MRP et le CNIP.

Le texte de cet appel accuse le gouvernement d'Edgar Faure et les partis qui le soutiennent d'avoir "voulu brusquer les élections" par la dissolution de l'Assemblée national, pour "empêcher les Français de voter dans la clarté et dans la liberté". Le texte accuse cette dissolution d'avoir pour "seul but de maintenir, envers et contre tous, le système des apparentements et de truquer les élections" afin de permettre à certains hauts-responsables d'avoir à "rendre des comptes". Parmi eux il cite :
- les responsables de Dien-Bien-Phu, du coup d'État au Maroc et de ses conséquences dramatiques, des désordres en Afrique du Nord ;
- les responsables du déficit financier de 1 000 milliards[9];

L'article du Monde qui reproduit le texte de cet appel informe que Guy Mollet et Pierre Mendès-France se sont rencontrés dans l'après-midi, au siège du parti socialiste (SFIO), et vont se revoir.
Lors de la conférence de presse accompagnant l'appel, Pierre Mendès-France précise que le FR n'est pas une "réunion de deux partis pour gagner des sièges", mais une "réunion pour gouverner ensemble".
Guy Mollet salue lui "le succès indéniable qu'a remporté l'annonce de la constitution du Front Les Jeunes" qui "assaillent les mairies". Cet appel des quatre partis fait un gros titre en première page dans L’Express, accompagné en page intérieure d'un grand article sous la plume de Jean-Jacques Servan-Schreiber, et l'appel est repris en suite dans les autres journaux.
L'écrivain gaulliste François Mauriac, déjà engagé sur les causes de la décolonisation progressive au Maroc explique le 30 décembre 1955 sur la Chaîne nationale son adhésion à ce “front républicain”

## L'appel présenté au congrès de la SFIO
Le 15 janvier 1956, Guy Mollet présente ce "Front républicain" au congrès de la SFIO en soulignant que "la majorité des électeurs a manifesté son désir que cela change". Il explique que ce futur "gouvernement de Front républicain" ne doit comporter "aucun élément de l'ancienne majorité" et "ne devrait pas comprendre plus de dix ministres", mais avoir "un programme d'urgence, qui ne doit pas être confondu avec celui du parti socialiste". La plupart des fédérations socialistes valident cette stratégie, même si certaines y sont opposées. Guy Mollet souligne dans le même discours que "le sort de l'Algérie ne sera déterminé en aucun cas unilatéralement, mais dans une libre discussion entre les Algériens et nous" et demande "l'organisation d'élections libres au collège unique" en précisant "que sur tous ces points il est en complet accord" avec Pierre Mendès-France

## Contexte

### Contexte géopolitique
Edgar Faure décide de dissoudre l'Assemblée nationale pour disposer d'une majorité parlementaire forte afin de réaliser "l'indépendance dans l'interdépendance" au Maroc et consolider sa politique en Algérie, qui est contestée par les trois partis de gauche mais aussi par les gaullistes de centre-gauche. Les événements qui ont commencé en novembre 1954, date qui sera par la suite considérée comme le début de la guerre d'Algérie pèsent sur le climat politique français selon les historiens, d'autant qu'ils suivent de quelques mois la défaite de Dien Bien Phu, fin de la guerre d'Indochine.
Alors que le Front républicain mène combat "sans charte ni contrat" à partir d'une dissolution imprévue, "seuls la crise algérienne et l’accord personnel de ses dirigeants lui donnent quelque consistance".

### Contexte constitutionnel
Une modification du mode de scrutin est "envisagée" mais elle "divise fortement aussi bien le gouvernement que les parlementaires. Depuis 1946, c'est un scrutin proportionnel départemental, de liste, majoritaire  à un tour. Depuis cinq ans, en plus d'être panachage et de vote préférentiel, il a lieu "avec apparentement", à la suite du vote de la Loi des apparentements juste avant les législatives de 1951, qui réduit le nombre de députés des oppositions.
Le président du conseil Edgard Faure veut en novembre 1955 passer au scrutin d'arrondissement à un seul tour, qui risque d'amplifier encore cette déformation de la représentation nationale, en mobilisant une commission d'experts le recommandant, mais sont projet est battu à l'Assemblée le 1er novembre 1955, même dans une version de scrutin d'arrondissement à deux tours.
Edgar Faure est encore mis en minorité fin novembre 1955 et dissout l’Assemblée le 1er décembre 1955 , ce qui déclenche la rédaction de l'appel au Front républicain, Mendès-France réservant la primeur de sa publication au magazie L'Express, fermement opposé aux guerres coloniales.

### Contexte politique
Au moment des élections, "le discrédit du régime est grand, non seulement à droite mais aussi dans les rangs de la gauche", divisée entre partisans et adversaires de la guerre en Algérie". Ainsi, l'aile gauche du Parti radical menée par Pierre Mendès-France a obtenu et gagné le congrès extraordinaire de mai 1955, où Edgar Faure se retrouve minoritaire et contre qui tous les dirigeants radicaux prennent position à l'Assemblée nationale, amenant son exclusion le 1er décembre 1955 votée à une écrasante majorité,,, ce qui sera confirmé en appel l’année suivante, une première pour un chef de gouvernement , en réaction à la dissolution de l'Assemblée nationale qu'Edgar Faure vient de suggérer au président René Coty en la justifiant par l'échec d'un projet de réforme constitutionnelle visant à instituer le scrutin d'arrondissement au lieu du scrutin départemental.
C'est pour prendre de vitesse Pierre Mendès-France, porté vers un retour au pouvoir par la dynamique de ce congrès extraordinaire, qu'Edgar Faure avait demandé cette dissolution au président René Coty, la première depuis celle de Mac-Mahon en 1877.
Au même moment vient de se créer une force à l’extrême droite, anti-parlementariste et nationaliste, le poujadisme, créée par Pierre Poujade, surnommé "Poujadolf" en raison de ses déclarations antisémites contre Pierre Mendès-France, qui plus tard sera dissoute dans la droite par De Gaulle  au moment où il trouvera l'appui du « peuple de gauche » face à un "adversaire à plusieurs visages, mais uni par la défense acharnée de l'Algérie française".

### Contexte social
Le contexte social a joué aussi, selon une analyse de l'historien Michel Margairaz publié en 2005 : les choix politiques de la gauche à l'époque ont été en partie opérés sous la contrainte du mouvement social car "en 1955, on assiste à de très grandes grèves".

## Résultats: une majorité très relative
La campagne électorale s'est effectuée, concernant l'Algérie, autour du triptyque « cessez-le-feu, élections, négociations » ordre chronologique logique car les négociations doivent avoir lieu avec des interlocuteurs issus d’élections, qui elles-mêmes ne peuvent avoir lieu qu'après un cessez-le-feu, mais ce préalable va s'avérer difficile à mettre en œuvre.

### A peine plus d'un électeur sur quatre
Le Front républicain ne dispose que" d’une majorité très relative" car le centre droit a obtenu plus de voix que lui (32,41% des suffrages exprimés contre 27,10%), même s'il est à l'origine de la dissolution, via le précédent président du conseil, Edgar Faure, affaibli par "un échec personnel notable au sein de son propre parti", le parti radical. Comme 25,36% des suffrages s’étaient portés sur les communistes et 12,62% sur les poujadistes, les premiers vont jouer le rôle d'arbitre en soutenant, sans participer à son gouvernement, le FR, avec lequel ils ont la majorité des voix, la droite et le centre droit étant réticents à gouverner car ayant réuni seulement un peu plus du tiers de l'électorat.
Investi le 1er février 1956 et renversé le 23 mai 1957, soit près d'un an et demi plus tard, le gouvernement dirigé par Guy Mollet fut "finalement le plus long de la IVe République", même si sa "très nette majorité" à l'investiture, "420 voix pour, 70 contre", ressemble d'abord à "un faux-semblant".
La coalition qui obtient cette majorité très relative des voix, mais confortée par une large majorité à l'investiture, est composée du parti socialiste, du parti radical-socialiste, de l'UDSR, et d'une partie des républicains sociaux. Mais certains des partis sont notoirement divisés ce qui fait que toutes les listes départementales de ces partis ne peuvent pas être considérées comme des listes de Front républicain.

### Deux tendances, forte participation et électorat morcelé
Alors que la dissolution suit une "rupture intervenue, en cours de législature, au sein de la coalition centriste" victorieuse aux législatives du 17 juin 1951, les résultats montrent plusieurs tendances, notamment une abstention de seulement 17,2 %, au plus bas depuis 1945, malgré le fait qu' un "grand nombre de citoyens se sont fait inscrire sur les listes électorales" et une "extrême division de l'opinion française, le PCF, premier parti n'ayant  séduit qu'un "peu plus d'un électeur sur cinq";

### Les perdants
- À droite, le MRP revient de 12,4 à 10,6 %[21], mais l'effondrement est surtout chez les Républicains sociaux, désireux de "perpétuer un gaullisme sans de Gaulle", passés de 4,23 millions à 0,83 million de voix, après avoir été abandonnés en cours de législature  par beaucoup des élus RPF dès 1951 pour rejoindre Antoine Pinay[21]. Dans la région de Bordeaux cependant, une personnalité de premier plan comme Jacques Chaban-Delmas, restée fidèle à l'étiquette des successeurs du gaullisme, permet à ce courant de résister[21].

### Les gagnants
- la progression la plus forte est celle d'un ensemble qualifié au sens large, de « radicalisme », mais désormais très fracturé après la chute de Pierre Mendès France fin 1954 puis sa victoire au congrès de 1955, pour lequel la comparaison entre 1956 et 1951 est très difficile[21];
- la fraction du radicalisme apparue comme l'initiatrice et l'animatrice du Front républicain, menée par Pierre Mendès-France, réussit "des progrès parfois spectaculaires, dans presque toutes les villes de quelque importance et dans les régions industrielles" drainant  "une masse d'électeurs urbains" et jeunes, parmi laquelle d'"anciennes troupes du RPF"[21].
- "l'apparition d'une "nouvelle tendance oppositionnelle d'extrême- droite" , véritable "inconnue du scrutin"[21], qui a ratissé large et ainsi a réussi à "empêcher les tendances centristes de bénéficier de la prime à la majorité absolue résultant de la loi sur les apparentements"[21].
- un "affaiblissement notable de l'opposition au régime" sur le versant droit, ce nouveau parti poujadiste étant plus faible" que le RPF  de 1951[21];
- la disparition d'une "anomalie", la "faiblesse du communisme dans les départements industriels" de l'Est et du Nord-Est[21], son électorat  devenant "plus nettement ouvrier, plus nettement prolétarien qu'en 1951"[21].
- Côté SFIO, un "léger redressement" fait suite à la chute des suffrages socialistes de 1945 à 1951[21], mais concentré "à peu près exclusivement" dans la France du Nord et certains départements de l'Est[21]. Le poids de 8 départements (Nord, Pas-de-Calais, Ardennes, Aisne, Somme, Seine, Meurthe-et-Moselle, Doubs) passe du quart à tout près du tiers dans le total de leurs voix[21].

Selon l'analyse des historiens Christine Bermond, Patrick Cabanel et Maxime Lefebvre, ces élections de 1956 reflètent "la balkanisation de la classe politique" et le fait que les "extrêmes le PCF et les poujadistes prennent en tenaille les deux coalitions du centre".

## Choix du président du conseil
Le 4 janvier 1956, Guy Mollet déclare que la SFIO doit "réclamer la direction du gouvernement pour Mendès France" et que lui-même  ne souhaite "pas l’assumer", mais ne reçoit "l’appui que deux poids lourds du parti, Augustin Laurent et  Marceau Pivert", respectivement maires de Lille et animateur de la gauche de la SFIO,
À l'occasion du congrès extraordinaire de la SFIO des 14 et 15 janvier 1956, Guy Mollet déclare le 14 janvier 1956 souhaiter que son parti ne revendique pas la présidence du gouvernement de Front républicain", dont la "première tâche sera de régler le problème algérien", en précisant qu'il a la même position que Mendès France sur ce sujet. Des cadres intermédiaires de la SFIO font cependant pression sur lui pour "qu’il revienne sur sa position".
René Coty, président de la République, estime lui que le leader socialiste a "plus d’atouts" que Mendès-France pour "mener à terme la construction européenne", en particulier le Traité de Rome  le 25 mars 1957 sous Guy Mollet. René Coty nomme ainsi ce dernier, qui semble à la droite et aux milieux pieds-noirs plus réservé que Mendès-France sur la question de l'Algérie, même s'il s'est déclaré favorable à l'indépendance, ce qui lui permet d'être investi par une très large majorité de 430 voix contre 71. Une partie des électeurs qui ont voté Front républicain "pour soutenir Mendès, réprouva immédiatement ce choix" ce qui voit "se cristalliser" dès le départ un "antimollétisme structurel" qui se développa ensuite "considérablement sur l’incapacité du nouveau gouvernement à résoudre la question algérienne".
S'adaptant, Pierre Mendès France exigea le poste de ministre des Affaires étrangères, après avoir indiqué  durant la campagne électorale que "s’il était choisi, son premier acte serait de se rendre à Alger pour refaire en quelque sorte le « coup de Carthage »". Mais il se heurta au refus de Guy Mollet et au fait que "les autres propositions qu’il lui fit pouvaient receler bien des pièges", en particulier "celui  d’une vice-présidence du Conseil chargée du dossier algérien", que Mendès France refusa, arguant notamment de sa judéité".
Mendès France refusa aussi le ministère de l’Économie, en raison de son opposition au Fonds vieillesse, selon Guy Mollet, dans ce qui est alors mis en scène par la SFIO comme un renoncement dans le domaine social. Gaston Defferre que Mendès-France avait souhaité pour son cabinet en 1954, se retourne ainsi en faveur de Guy Mollet  le 25 janvier 1956, il déplore que Mendès-France refuse selon lui le ministère de l’Économie, déclarant qu'il va ainsi s’opposer à toutes les mesures sociales, voire jouer "le rôle d’un frein" dans ce domaine.

## Réformes sociales
Le FR se créé aussi sur un "emblématique projet", celui de la troisième semaine de congés payés, qui est "déposé dès le 10 février 1956" et adopté les 23 et 28 février, le gouvernement étant obligé de poser à quatre reprises la question de confiance.
Autre projet important dès le départ, le fonds d'assurance-vieillesse, déposé le 21 mars et adopté en quatrième lecture le 27 juin. L'historien François Lafon parle ainsi du "volontarisme social du gouvernement de Front Républicain", faisant suite à des grèves en 1955, même s'il était "fort divisée sur les questions sociales", les discours socialistes de l'époque insistant sur la "filiation avec le Front populaire" et s'appuyant sur le ministère confié à Albert Gazier, ex-ministre du Travail en janvier 1946, ancien syndicaliste de la CGT de l’entre-deux-guerres puis Résistant.
Un autre "des symboles majeurs de l’action gouvernementale" fut "le logement social, confié à Bernard Chochoy", instituteur dans le bassin minier du Pas-de-Calai, où il a dirigé la fédération départementale de la SFIO de 1933 à 1935. Ce secteur est promu par une loi-cadre adoptée le 20 novembre 1956.
Les dépenses militaires en Algérie atteignent un niveau imprévu (400 milliards contre 200 initialement annoncés), entraînant dans un premier temps une "forte croissance de la production industrielle" et des investissements  mais aussi "un double déficit du budget et de la balance des paiements", d'autant que la mobilisation des rappelés par centaines de milliers en cours d'année 156 "grevait les rentrées fiscales".
Le ministre de l'économie Paul Ramadier est l'homme qui avait congédié les communistes du gouvernement. Soucieux de ne pas être accusé par la droite de "mener une politique inflationniste", il souhaite alors "tenir à tout prix l’indice des prix" comme le montre son discours à l'Assemblée du 1er mars 1957.
Le risque d'inflation vient aussi de "la pénurie de main d’œuvre due au rappel des réservistes, le plus souvent jeunes actifs".

## Construction européenne
La construction européenne, qui apparaît comme un moyen de faire face au contexte international et diminuer l'inflation, est relancée par un  processus à la rapidité  jugée "stupéfiante", dès la conférence de Venise des 29 et 30 mai 1956, malgré "les réticences" des milieux industriels inquiets de la disparition des avantages liés au protectionnisme"
Les choix par Guy Mollet de Christian Pineau, ministre des Affaires étrangère, et de son secrétaire d’État Maurice Faure attestent de cette volonté. Les traités portant création d’Euratom et du Marché commun furent signés à Rome le 27 mars 1957.

## Le FR face aux crises de Suez et d'Algérie

### Jets de tomates et négociations discrêtes
La fraction la plus extrémiste des pieds-noirs sait que le FR veut engager des négociations avec le FLN et que Guy Mollet a parlé un mois avant parlé d’une « guerre injuste et imbécile », lors d'une réunion électorale sous un préau d’école arrageoise,. Il est d'emblée confronté aux émeutes du 6 février 1956 à Alger: visé par des jets de tomates, Guy Mollet doit se réfugier dans un bâtiment. Devant installer le 6 février le ministre résident le général Catroux, "jugé trop libéral par la plupart" des habitants "européens" d'Alger, il accepte sa démission et son remplacement par Robert Lacoste, qui "peu à peu" s’orienta "vers la défense exclusive des intérêts des colons".
Soucieux de les calmer, le FR opte en mars 1956 pour les pouvoirs spéciaux, obtenus "sans difficultés majeures", avec un "vote unanime des parlementaires communistes" puis le rappel des réservistes. Cependant, fin avril, puis "au cours de l’été 1956", selon les archives consultées par les historiens, Guy Mollet a continué à croire "qu’une solution négociée se trouvait à portée de la main". Des "tentatives de négociations secrètes avec des représentants pas toujours qualifiés du FLN" ont lieu au Caire, en Yougoslavie et à Rome, confiées à Pierre Commin, Pierre Herbaut et Joseph Begarra, des proches de Guy Mollet. Par prudence il préfère ne pas mettre Robert Lacoste dans la confidence, compte tenu de sa personnalité et du climat politique à Alger, ce qui réduit la portée de ces discussion puis fait que Guy Mollet "rompit progressivement tous les fils du dialogue".

### Dégradation en Algérie

#### Le grand tournant de la fin décembre 1956
Le "grand tournant" de la politique algérienne du FR date réellement de la fin décembre 1956, un an après la victoire électorale, quand la torture a quitté le champ des techniques de police coloniale pour prendre une dimension radicale". Entre-temps, le 29 octobre 1956, le FR tombe dans le piège de la crise de Suez, après la nationalisation du canal de Suez, car il s'imagine depuis l'été "qu’en abattant le régime nassérien on trouverait une solution politique au conflit algérien" l’échec des négociations avec le FLN lui étant "davantage apparu résulter des pressions du président égyptien Nasser" car Le Caire lui est présenté par les diplomates et services secrets comme "la capitale de l’Algérie" non-française. Cette crise de de Suez est d'autant plus biaisée que s’est manifesté à travers elle un "souci d’aider l’État d’Israël menacé par l’aide militaire massive que l’Union soviétique venait d’accorder à l’Égypte". À cette époque, pour Guy Mollet, auteur d'un livre sur le chef d'État Yougoslave Tito, mais aussi pour les intellectuels non-communistes, "le kibboutz symbolisait  la réalisation du socialisme dans la démocratie".
Le gouvernement désire ensuite "empêcher par-dessus tout" une grève politique de huit jours annoncée pour fin janvier par le FLN, car son éventuelle "réussite démentirait aux yeux du monde et de l’ONU les succès prétendus de la politique gouvernementale de « pacification »".
Le rapport de Maurice Garçon à la "Commission permanente de sauvegarde des droits et libertés individuels", créée début mai par Guy Mollet, peu avant la chute de son gouvernement le 21 mai, dans l'espoir de pouvoir de démentir les révélations de presse "qui se multipliaient depuis le début de l’année", ne sera rendu que le 12 juin 1957.
Lors de son audition devant la commission, Paul Teitgen, secrétaire général à la police de la préfecture d’Alger depuis l’été 1956, a dénoncé l’ampleur de la torture. Dès le mois de mars 1957, il informé le garde des Sceaux François Mitterrand du "fait que bien des hommes disparaissent sans laisser de traces", enterrés "avec de faux permis d’inhumer" ou jetés à la mer la face mutilée. Le 24 mars, dans sa lettre de démission au ministre résidant Robert Lacoste, il a dénoncé, un « système » produisant des « crimes de guerre » identiques à ceux de la Gestapo et révélera plus tard avoir eu connaissance, dans le cadre de ses fonctions, de 3024 "disparitions forcées".

#### Chronologie
- 21 janvier 1957: allocutions radiodiffusées de Maurice Papon, préfet de Constantine, Serge Baret, préfet d'Alger et du général Massu promettant de répondre "par une action puissante" à la "la menace" d'une "grève insurrectionnelle", Alger "entourée de troupes en état d'alerte", de la force A, avec jeeps, command-cars et tanks qui "partis d'Alger pour Port-Saïd, ont depuis regagné la ville"[28];
- 28 janvier: grève lancée par le FLN pour coïncider avec la discussion sur l'Algérie à l'ONU, "très suivie dans ses premières heures"[27], puis les militaires enjoignent aux musulmans de quitter leur domicile, dans l'ensemble ils s'abstiennent d'effectuer des achats, les mots d'ordre FLN observés "avec persévérance par la partie la plus aisée de la population"[29],[30];
- 4 février 1957: Christian Pineau défend à l'ONU la France, ou elle a été accusée par les nationalistes algériens des pires atrocités dans une brochure[31];
- 9 février 1957:  affichette des commerçants de Médéa sur leurs boutiques attestant qu'ils s'engagent à "signaler aux autorités les mots d'ordre subversifs" et "les fauteurs de troubles", en échange de "la permission de rouvrir" leurs magasins[32];
- 15 février 1957: l'Assemblée générale de l'ONU vote à l'unanimité "l'espoir d'une solution pacifique, démocratique et juste" au problème algérien[33];
- 27 février 1957: des dizaines de raflés mis 33 jours « au fond de la piscine du stade municipal asséchée »;
- fin février 1957: Mohammed Larbi Ben M'Hidi retrouvé mort dans sa cellule[33];
- 13 mars 1957: éditorial d'Hubert Beuve-Méry dans Le Monde dénonçant les disparitions;
- 14 mars 1957: Robert Lacoste reconnait "quelques exactions" confirmées", affirmant qu'elles ont été réprimées par le commandement[34];
- 14 mars: mort par asphyxie de 41 suspects dans des cuves à vin à Aïn-Isser[31];
- 24 mars: lettre confidentielle de démission de Paul Teitgen[31];
- 27 mars: publication de la lettre de démission du général Bollardière dans L'Express[31];
- 27 mars: à l'Assemblée nationale Guy Mollet invoque la mémoire de la Résistance et la jugeant en contradiction avec la pratique de la torture[31], il n'obtient la confiance qu'avec 221 voix contre 118[33];
- 3 avril 1957: création de la commission de sauvegarde des droits et libertés individuels (CSDLI)[33];
- 11 avril 1957: arrêté imposant aux militaires de déclarer sous 24 heures les personnes qu'ils arrêtaient.
- 12 avril 1957: le pape Pie XII se prononce contre la torture[33];
- 15 avril 1957: sanction de 60 jours de forteresse contre le général Bollardière;
- 16 avril: mort par asphyxie de 16 suspects à Mercier-Lacombe[31];
- mi-avril 1957: la préfecture tente de dénombrer les personnes arrêtées et note que 2 035 «suspects» sont détenus par l’armée depuis janvier sans avoir jamais été assignés à résidence[27];
- mai 1957: le chef du SLNA alerte le préfet sur un préoccupant « silence » de l’armée aux familles de disparus;
- 13 mai 1957: Khaled Berouala fortuitement retrouvé mort, dans un fut métallique rejeté par la mer
- 21 mai: chute du gouvernement Guy Mollet;
- 12 juin 1957: pré-rapport resté confidentiel de Maurice Garçon à la SDLI, estimant qu'« aucune doléance sérieuse n'a été recueillie » en ce qui concerne le Constantinois mais relatant pour Alger l'obstruction de Pierre Bolotte, directeur de cabinet du préfet d'Alger, Pierre Bolotte[35];
- 12 juin 1957: Henri Alleg arrêté par la 10e DP[36], au domicile de son ami Maurice Audin, arrêté la veille;
- juin 1957: les attentats terroristes ont repris[31];
- juin 1957: Maurice Garçon réclame sans succès le fichier des disparus;
- 19 juin au 5 juillet 1957: enquête en Algérie de la Commission internationale contre le régime concentrationnaire (CICR);
- août: changement de méthodes du colonel Godard a provoqué la diminution spectaculaire du terrorisme[31];
- septembre 1957: session extraordinaire de l'Assemblée pour répondre aux accusations de l'ONU. Le PCF parle d'Henri Alleg et Maurice Audin, Jacques Duclos demandant que les conclusions de la Commission de sauvegarde « soient rendues publiques ainsi que les rapports »[31];
- 12 septembre 1957: démission effective de Paul Teitgen;
- 13 septembre 1957: projet de loi-cadre pour le collège électoral unique[33];
- 22 septembre 1957: démission de Maurice Garçon, secrétaire général de la SDLI;
- 15 décembre 1957: le rapport de la SDLI transmis à la presse, tous les journaux publient des extraits;
- février 1958: livre d'Henri Alleg raconte les séances de torture subies, qui se vend à des dizaines de milliers d'exemplaires;
- septembre 1958 : total de 2 039 requêtes de familles de disparus transmises au commandement militaire algérois.

### Décision des Républicains-sociaux décident de participer au gouvernement
Volant à son secours, une partie des Républicains-sociaux décident de participer au gouvernement après le 6 février 1957, ce qui fait que sa durée sera la plus longue de la Vème République. Ces derniers souhaitent le soutenir car il a été affaibli par une succession d'événements sur le front de la politique étrangère: démission de Pierre Mendès France, après une "aggravation des difficultés en Algérie", mais aussi préparatifs de l’opération de Suez, puis une autre démission, celle d’Alain Savary au lendemain de l’arraisonnement de l’avion transportant quelques-uns des principaux chefs du FLN.

## Chute le 21 mai 1957
Les votes hostiles de 64 députés modérés et l'abstention de 28 radicaux qui refusent de voter la confiance, s'ajoutent le 21 mai 1957 à l'opposition des extrêmes, et Le Monde constate que c'est aux leaders de l'un puis de l'autre de ces deux groupes, Antoine Pinay et Pierre Mendès France, de dénouer la crise
Le Front républicain s'était affaibli d'abord de l'intérieur en acceptant la pression de l'extérieur pour la poursuite de la guerre d'Algérie, qui ne "trouve pas d’issue politique". Plusieurs de ses figures ont préfèré démissionner en cours de route pour protester, mais c'est finalement, c'est sur le Front social que le gouvernement tombe, perdant les renforts reçus en cours de route de l'extérieur pour compenser ces démissions.
Le 27 février 1957, un important projet de réforme de la Sécurité sociale prévoit de renforcer le pouvoir d'achat, en diminuant doublement le coût de la santé: contrôle plus strict des honoraires médicaux, via des conventions entre syndicats médicaux et caisses régionales de Sécurité sociale, couplé à un remboursement plus généreux, identique à celui des médicaments (80%). Les médecins s'y opposent et créent un comité de grève à Paris, obtenant le soutien de députés centristes et poujadistes, déclenchant une longue bataille parlementaire à l’issue de laquelle Guy Mollet chute le 21 mai 1957.
Guy Mollet est "pressenti une nouvelle fois en octobre" pour diriger le gouvernement mais ne le souhaite "sans doute pas" comme le trahit son discours "très jusqu’au-boutiste" faisant qu'il "n’obtint pas la majorité requise".

## Suites
L'opposition entre les deux leaders de la gauche a augmenté encore après la scission de la SFIO créant le parti socialiste autonome (PSA) en septembre 1958, qui voit peu après Pierre Mendès France en devenir une figure. Peu après, lors d’une rencontre avec les dirigeants du SPD allemand le 26 juin 1959, Guy Mollet qualifia Mendès-France de personnalité « philosophiquement de gauche, économiquement de droite ».

## Mémoire et historiographie
- Le Front républicain de 1956 n'est pas évoqué  son discours d’investiture de 1981, par le président François Mitterrand, pourtant effectué en présence de Mendès-France[20];
- une "légende noire entoure le gouvernement présidé par la socialiste Guy Mollet, réduit à la poursuite imprévue de la guerre d'Algérie et à son opposition à Pierre Mendès France, leader pendant les élections du FR et des décennies plus tard "présenté comme le lien générationnel entre les heures glorieuses du Front populaire et la rénovation socialiste des années 1970"[20].
- Dans sa biographie de Pierre Mendès France publiée en 1981, l'historien Jean Lacouture souligne les difficultés créés par l'opposition entre celui-ci et Guy Mollet[38] mais l'historien  François Lafon a nuancé cette vision en 2011, en estimant  que le Front républicain a surtout été handicapé par "les contraintes d’un gouvernement à la majorité très relative"[20]
- Sous la Cinquième République, l'expression est à nouveau utilisée pour constituer une coalition des partis de gouvernement contre le Front national, notamment à l'occasion de l'élection présidentielle de 2002 : tous les partis représentés au Parlement appelèrent à voter Jacques Chirac contre Jean-Marie Le Pen au deuxième tour. Cette position se révéla efficace, puisque Jean-Marie Le Pen eut le même pourcentage de voix aux deux tours, 17 %, tandis que Jacques Chirac l'emportait avec 82 % des voix.